# Le Voleur d'esprits
Le Voleur d'esprits (Voodoo Kid en anglais) est un jeu vidéo d'aventure à destination des enfants développé et édité par Infogrames, sorti en 1997 sur Windows.

## Accueil
- PC Joker : 78 %[1]
- PC Junior : 3/3 [2]